# Condado de Erie (Nova Iorque)
O Condado de Erie (em inglês:  Erie County) é um dos 62 condados do estado americano de Nova Iorque. A sede e maior cidade do condado é Buffalo. Foi fundado em 1821.
O condado possui uma área de 3 178 km², dos quais 477 km² estão cobertos por água, uma população de 954 mil habitantes, e uma densidade populacional de 340,3 hab/km² (segundo o censo nacional de 2020). É o oitavo condado mais populoso do estado de Nova Iorque, e o 50º mais populoso dos Estados Unidos.